# Greenhalgh (canhoneira)
Greenhalgh foi uma canhoneira operada pela Armada Imperial Brasileira. A embarcação foi construída no estaleiro Ponta da Areia, em Niterói. Seguiu os planos do engenheiro naval Napoleão Level. A quilha foi batida no dia 3 de junho de 1861 e o lançamento foi em 19 de março de 1865, sendo incorporada em 12 de dezembro. Foi batizada em homenagem ao Guarda-Marinha João Guilherme Greenhalgh, herói caído da Batalha Naval do Riachuelo quando defendeu a corveta Parnaíba.
Greenhalgh deslocava 163 toneladas em peso, tinha 38,1 metros de comprimento, 6,70 metros de boca, 2,13 metros de pontal e 1,37 metros de calado. Seu casco era de madeira, possuía um motor a vapor que gerava 40 HP de potência e acionavam suas rodas laterais impulsionando a canhoneira a até 14,48 quilômetros por hora. Dispunha de duas peças de artilharia de calibre 32 e era guarnecida por 10 oficiais e 63 praças.
O primeiro comandante da canhoneira foi o Primeiro-Tenente Ricardo Greenhalgh, tio do Guarda-Marinha homenageado. No dia 25 de janeiro de 1866, Greenhalgh foi enviado para o teatro de operações na Guerra do Paraguai. Participou de inúmeras missões, como o bombardeio da Ilha da Redenção e Itapirú em abril, Passo da Pátria em julho, Curupaití em setembro. Em 1867, auxiliou no transporte e desembarque de tropas que vinham de Itati para o Passo da Pátria. Em 1869, ainda auxiliava as operações no Paraguai. Após a guerra, foi enviado à Flotilha do Alto Uruguai. Foi descomissionada em 1884.